# 斯特列利诺希罗科耶农村居民点
斯特列利诺希罗科耶农村居民点（俄语：Стрельношироковское сельское поселение）是俄罗斯联邦伏尔加格勒州杜博夫卡区所属的一个农村居民点。其下辖有2个居民点，行政中心为斯特列利诺希罗科耶。据2016年统计，该农村居民点的人口为847人。